# Alemka Markotić
Alemka Markotić (Zagreb, 7. listopada 1964.) hrvatska je liječnica, znanstvenica, profesorica na Medicinskom fakultetu i ravnateljica Klinike za infektivne bolesti "dr. Fran Mihaljević" u Zagrebu.
U najširoj hrvatskoj javnosti je postala poznata kao članica Stožera civilne zaštite Republike Hrvatske, tijekom Pandemije koronavirusa 2020. godine.

## Životopis
Djetinjstvo i veći dio mladosti Markotić je provela u Zavidovićima u BiH. 
Prvih godina Rata u Bosni i Hercegovini provela je radeći kao liječnica u opkoljenom Sarajevu, gdje je bila asistentica na Medicinskom fakultetu Sveučilišta u Sarajevu. Iz opkoljenog Sarajeva je izašla u veljači 1994. godine.
U Sarajevu je 1992. – 1994. godine pomogla u organizaciji i radu Caritasove „Zdravstvene skrbi“ i ljekarne u Sarajevu. Tijekom 1994. je u Zagrebu bila i medicinski koordinator za US Catholic Relief Services, sudjelujući u osiguravanju lijekova za prognaničke i izbjegličke kampove u Republici Hrvatskoj.
Znanstvenu karijeru je započela surađujući sa Sveučilišta u Sarajevu, gdje je 1989. god. bila i diplomirala na Medicinskom fakultetu, na međunarodnom projektu straživanja učinkovitosti ribavirina u liječenju hantavirusnih infekcija u suradnji s US Army Medical Research Institute for Infectious Diseases (USAMRIID). Od tada dosta surađuje s raznim znanstvenim institucijama s područja SAD-a. Godine 1999. doktorirala je u području infektivnih bolesti na Medicinskom fakultetu Sveučilišta u Zagrebu, te je do 2020. godine objavila 98 recenziranih znastvenih radova i 13 poglavlja u knjigama na hrvatskom i stranim jezicima. Izlagala je na preko 100 domaćih i međunarodnih stručnih i znanstvenih konferencija. 
Deset godina je radila na Imunološkom zavodu Zagreb, te je ondje bila voditeljica Odsjeka za kontrolu kvalitete virusnih cjepiva i interferona. 1997. god. je postala specijalistica imunologije, a 2007. godine je dodatno postala i specijalisticom infektologije.
Ravnateljica je (2020. god.) Klinike za infektivne bolesti „Dr. Fran Mihaljević“, Zagreb, pročelnica Zavoda za urogenitalne infekcije, te redovita profesorica Medicinskog fakulteta Sveučilišta u Rijeci. U Klinici "Dr. Fran Mihaljević" obnaša dužnosti voditeljice Znanstvene jedinice kao i Laboratorija za 3. stupanj biosigurnosti. Na Klinici je dr. Markotić osnovala Centar za emergentne i re-emergentne zarazne bolesti, a također je intenzivno sudjelovala u osnivanju i kreiranju prvog hrvatskog BSL-3 laboratorija za dijagnostiku opasnih uzročnika, te je 2014. g. osnovala Hrvatsko društvo za biosigurnost i biozaštitu pri HLZ-u. 
Markotić je članica suradnica Hrvatske akademije znanosti i umjetnosti od 2012. god. Za svoja istraživanja je do sada ukupno dobila sedam nacionalnih i devet međunarodnih nagrada. 
U kliničkom radu je zadnjih deset godina klinički intenzivno usmjerena na liječenje urogenitalnih infekcija u Zavodu za urogenitalne infekcije Klinike "Dr. Fran Mihaljević", te kroz urološku ambulantu Klinike.
Dr. Markotić također je predavač na poslijediplomskim studijima na Medicinskom fakultetu Sveučilišta u Rijeci, Zagrebu, a na Studiju forenzike u Splitu predaje predmet Bioterorizam. Članica je Vijeća Međunarodnog društva za hantaviruse i Odbora za alergologiju i kliničku imunologiju te Odbora za genomiku Hrvatske akademije znanosti i umjetnosti.
Od 2020. godine je članica Stožera civilne zaštite Republike Hrvatske, sa značajnom ulogom u obuzdavanju epidemije koronavirusa.

## Vanjske poveznice
- Hrvatska znanstvena bibliografija: Alemka Markotić
- Hrvatska akademija znanosti i umjetnosti, o članici suradnici Alemki Markotić
- Alemka Markotić izabrana za ženu godine: 'Heroina koja je znanjem smirivala naciju', Večernji list, 15. srpnja 2020.